# Pavel Verbíř
Pavel Verbíř (ur. 13 listopada 1972 w Mielniku) – czeski piłkarz występujący na pozycji pomocnika.

## Kariera klubowa
Verbíř jako junior grał w zespołach Sempra Lobkovice, Sokol Obříství, Spolana Neratovice oraz Sparta Praga. W 1990 roku awansował do pierwszej drużyny Sparty, jednak przez rok nie rozegrał w jej barwach żadnego spotkania. W 1991 roku odszedł do Spolany Neratovice, a w 1992 roku trafił do FK Teplice, z którym od 1993 roku występował w rozgrywkach drugiej ligi czeskiej. W 1996 roku awansował z zespołem do pierwszej ligi. W 1999 roku wywalczył z nim wicemistrzostwo Czech, a w 2003 oraz w 2009 roku zdobył Puchar Czech. W 2007 roku został wybrany Piłkarzem Roku ligi czeskiej. W 2011 roku zakończył karierę.

## Kariera reprezentacyjna
W reprezentacji Czech Verbíř zadebiutował 4 września 1996 roku w wygranym 2:1 towarzyskim meczu z Islandią. 9 października 1999 roku w wygranym 2:0 pojedynku eliminacji Mistrzostw Europy 2000 z Wyspami Owczymi strzelił pierwszego gola w kadrze. W latach 1996–2000 w drużynie narodowej rozegrał łącznie 10 spotkań i zdobył 2 bramki.